# Famille de Scorbiac
La famille d'Escorbiac, ou de Scorbiac, appartient à la noblesse du Bas-Quercy. Elle est connue à Montauban depuis le commencement du XVIe siècle.

## Histoire

### Origine
D'après une tradition elle serait originaire de la Saintonge et descendrait de celle des anciens seigneurs du château de Scorbiac, près de Saintes, détruit pendant les guerres de Religion,. 
Régis Valette écrit que cette famille est originaire du Bas-Quercy (Montauban), qu'elle a été anoblie par charge au parlement de Toulouse au XVIIe siècle, qu'elle a été titrée baron en 1811.
Gustave Chaix d'Est-Ange fait également débuter l'histoire de cette famille à Montauban.

### Des fonctions civiles et religieuses
La généalogie de la famille de Scorbiac que détaille Gustave Chaix d'Est-Ange montre qu'aux XVIe siècle et XVIIe siècle plusieurs de ses membres occupèrent des fonctions locales non anoblissantes (notaire, greffier, consul, lieutenant particulier, juge mage, lieutenant civil et criminel) et s'allièrent avec des familles bourgeoises ou encore de secrétaires du roi. 
La famille compte également des religieuses, un vicaire général du diocèse de Montauban, des consuls, un trésorier général de France au bureau des finances de Montauban, un maire de Montauban en 1848, des conseillers généraux du Tarn-et-Garonne, un gentilhomme d'honneur du roi de Danemark, décédé en 1731.

### Des fonctions judiciaires importantes
Du XVIIe siècle à la fin de l'Ancien Régime plusieurs de ses membres furent conseillers et magistrats au parlement de Toulouse et un autre fut avocat général en la Cour des aides de Montauban. 
Plusieurs membres de la famille ont participé à la chambre de l’Édit, instaurée à Castres. On peut citer : Guichard d'Escorbiac à la fin du XVIe siècle, son fils : Samuel de Scorbiac de 1631 à 1638, Thomas (son fils), de 1638 à 1671, Samuel fils, de 1671 à 1679.

### Anoblissement
Gustave Chaix d'Est-Ange écrit que Guichard d'Escorbiac (1527-1608) fut anobli par les fonctions qu'il exerça. Selon la généalogie il semble vraisemblable que ce soit un anoblissement par Henri IV qui était alors roi de Navarre. En effet Guichard d'Escorbiac a été  nommé conseiller à la chambre de l’Édit par ce roi en 1578 et 1580. Il ajoute que de lui deux branches sont nées : la branche aînée fut maintenue noble en 1667 et s'éteignit au XVIIIe siècle, la branche cadette fut maintenue noble en 1697 sur preuves de 1578.
Régis Valette écrit pour sa part que la famille de Scorbiac a été anoblie au XVIIe siècle par des fonctions exercées au parlement de Toulouse. Les documents d'archives indiquent en effet que plusieurs membres de la famille ont été conseillers au sein de ce parlement durant ce siècle. Cet auteur n'a pas dû tenir compte à juste titre de l'anoblissement de 1578 qui fut le fait d'Henri IV roi de Navarre et non encore roi de France.

## Filiation
La filiation remonte à Raymond d'Escorbiac dont Gustave Chaix d'Est-Ange indique la descendance:
- Raymond d'Escorbiac, notaire royal et greffier criminel en la cour du sénéchal de Quercy, séant à Montauban, en 1529 et 1550. Il est consul de cette ville en 1540 et secrétaire de l'évêque en 1552 et 1556. Il épouse Paule de Bardon, fille d'un bourgeois de Montauban.
  - Guichard d'Escorbiac(*) épouse le 20 janvier 1553 Marie de Toyssendier, fille d'un bourgeois de Montauban.
    - Jean d'Escorbiac (1564-1652), écrivain. Il épouse en 1589 Catherine de Saluste du Bartas, nièce du poète Guillaume de Saluste du Bartas.
    - Samuel d'Escorbiac (1582-), juge mage, lieutenant civil et criminel au siège de Montauban. Il est nommé, le 10 mars 1631, conseiller au parlement de Toulouse et chambre de l’Édit de Castres. Il épouse en 1606 Anne de Thomas, fille d'un secrétaire du roi.
      - Thomas d'Escorbiac (1614-), seigneur et baron de Montclus, conseiller au parlement de Toulouse et en la chambre de l’Édit de Castres (1638 à 1671). Il épouse en 1642 Catherine de Bouvière.
        - Jean-Guichard d'Escorbiac (1649-1735), conseiller au parlement de Toulouse en 1688. Il épouse en 1689 Marie de Garrisson, fille de Jonathan de Garrisson, secrétaire du roi et co-héritière de la « baronnie » de Lustrac avec sa sœur.
          - Jean-Jacques (1692-1774), seigneur de Beaudésert, conseiller au parlement de Toulouse.
            - Jean, « baron » de Lustrac, conseiller au parlement de Toulouse en 1754.

          - Louis (1697-1775).
            - Jean-Guichard, avocat général en la Cour des aides de Montauban en 1758.

          - Thomas d'Escorbiac (1698-1752), président trésorier de France au bureau des finances de Montauban. Il épouse en 1727 sa cousine Jeanne de Garrisson.
            - Jean-Guichard d'Escorbiac ( -an V).
              - Maurice-Jean-Jacques d'Escorbiac (1762-1836), conseiller général du Tarn-et-Garonne, baron d'Empire avec majorat par lettres patentes du 13 juin 1811, avec institution en majorat de sa terre de Lustrac[5]. Puis il est confirmé dans la possession héréditaire de son titre par nouvelles lettres du 28 décembre 1816 et qui obtint en même temps le règlement de ses armoiries[2]. Il épouse en 1782 Marie Alies de Caumont.
                - Jean-Amé (1786-1861), baron de Scorbiac, maire de Montauban et conseiller général du Tarn-et-Garonne. Il épouse en 1822 Mélite Gabrielle de Chastenet de Puysegur. Ils ont trois fils qui ont été les auteurs de trois rameaux[2].

                - Coralie de Scorbiac épouse en 1802 Jacques Antoine Delbreil[6]. Ils ont eu dix enfants, cinq garçons et cinq filles, mais seulement six ont survécu à l'âge adulte[7].
                  - Paul Delbreil de Scorbiac, maire de Montauban (Tarn-et-Garonne), 1848, 1850[8]
                  - Marie Delbreil de Scorbiac, épouse Victor de Bellerive.
                  - Thérèse Delbreil de Scorbiac, religieuse au couvent des ursulines de Montauban[9].
                  - Joséphine Delbreil de Scorbiac, religieuse au couvent des ursulines de Montauban[9].
                  - Michel Delbreil de Scorbiac, mort au moment d'entrer à l'école militaire de Saint-Cyr[9].
                  - Anna Delbreil de Scorbiac épouse Castelmore.
                  - Jean Delbreil de Scorbiac.
                  - Étienne Delbreil de Scorbiac.

                - Casimir de Scorbiac(1796-1846), prêtre, aumônier d'université.
                - Maurice de Scorbiac (1797-1849).

## Personnalités
- Guichard d'Escorbiac (1527 - 1608), consul de Montauban. Il est successivement avocat à Montauban à partir de 1550, membre de la Chambre de justice souveraine en 1574, conseiller au parlement et chambre de l'Édit de Castres jusqu'en 1606. Maître des requêtes de l'hôtel d'Henri III, roi de Navarre en 1578, membre de son conseil privé en 1580 et, enfin, surintendant général de ses finances en 1580. Il est anobli par ces charges[10].
- Jean d'Escorbiac (1564 - 1652), Sgr de Bayonette[11], lieutenant particulier au siège de Montauban, et il est lui-même poète[2]. Il est l'auteur de la Christiade en 1613[12]. Nommé en 1624 gentilhomme ordinaire de la chambre du roi[2].
- Casimir de Scorbiac (1796-1846), prêtre, aumônier de l'Université, directeur du collège de Juilly, cofondateur du journal l'Université catholique, vicaire général du diocèse de Bordeaux et de Montauban en 1841[13].

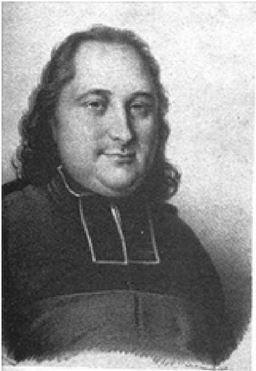
Casimir de Scorbiac (1796-1846), dit « l'abbé de Scorbiac ».

## Alliances
Les principales alliances de la famille de Scorbiac sont : Alies, d'Elbreil, de Garrisson.

## Armoiries
| Blason | Blasonnement : De gueules, au chevron d'or, accompagné en pointe d'un lion d'argent, armé et lampassé de sable ; au chef d'azur, chargé de trois étoiles d'or. Commentaires : Blason ancien, d'après le règlement d'armoiries de 1816. |

| Blason | Blasonnement : D'argent, au chevron d'azur, accompagné de trois étoiles du même rangées en chef et en pointe d'un lion contourné de sable, armé et lampassé de gueules ; au franc-canton senestre de gueules, chargé d'une branche de chêne d'argent, posée en bande. Commentaires : Blason de la famille de Scorbiac à partir de 1811, avec la marque des barons d'empire, membres du collège électoral. |

## Titre
Baron d'Empire en 1811, par lettres patentes de Napoléon Ier,.

## Demeures et châteaux
- Hôtel de Scorbiac, à Montauban. Par mariage de Marie Alies (propriétaire du château) avec Maurice-Jean-Jacques de Scorbiac en 1782[15].

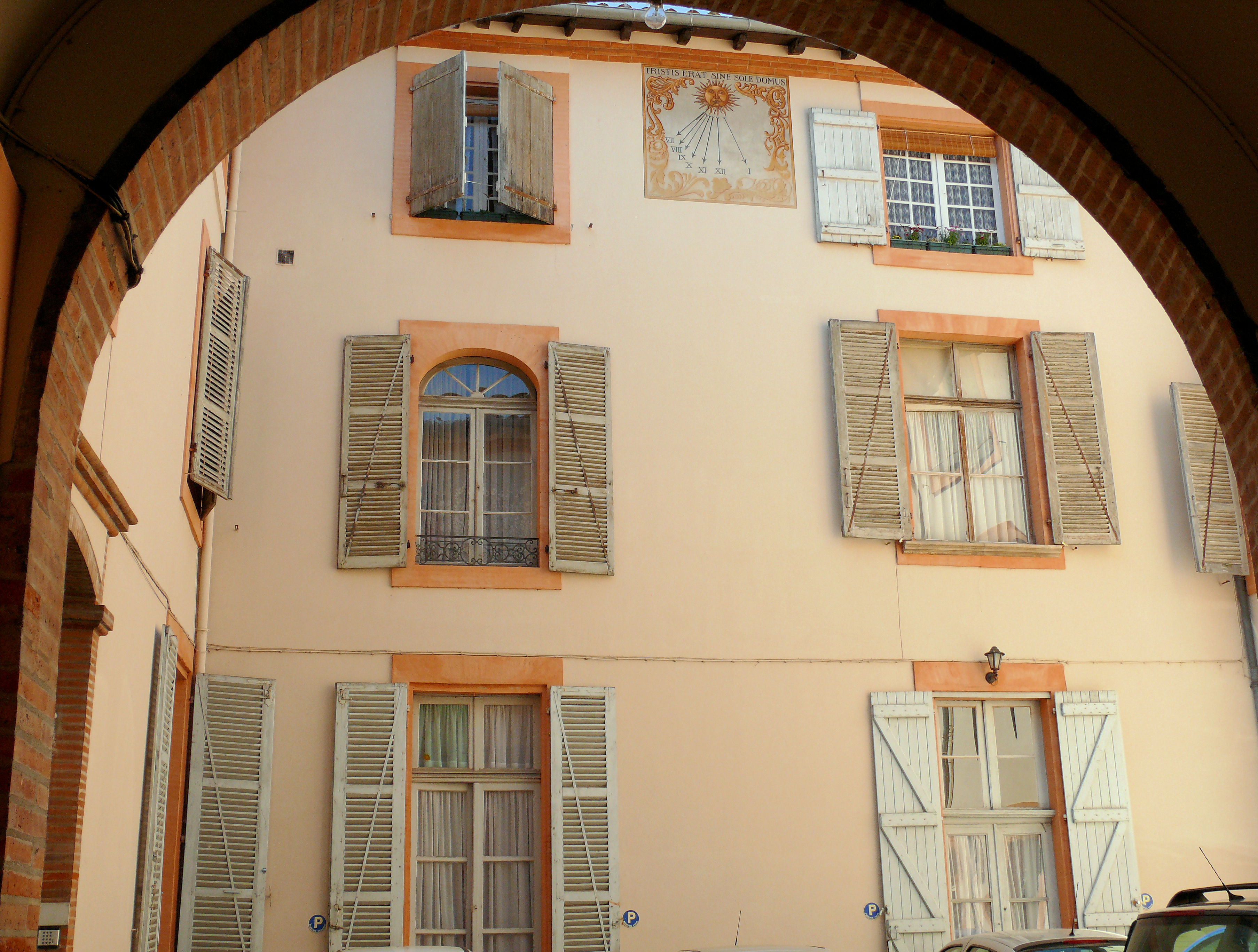
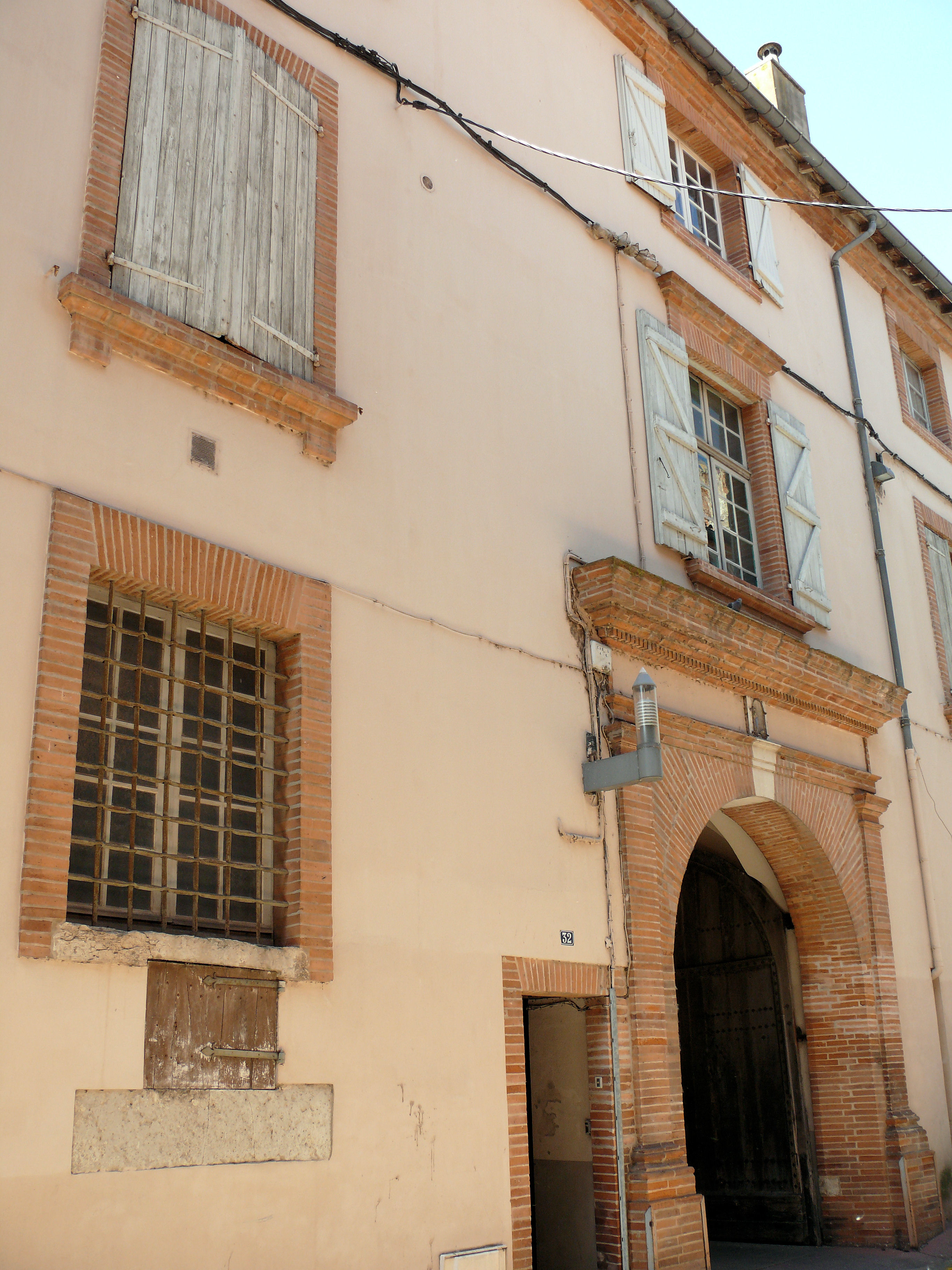
L'hôtel de Scorbiac
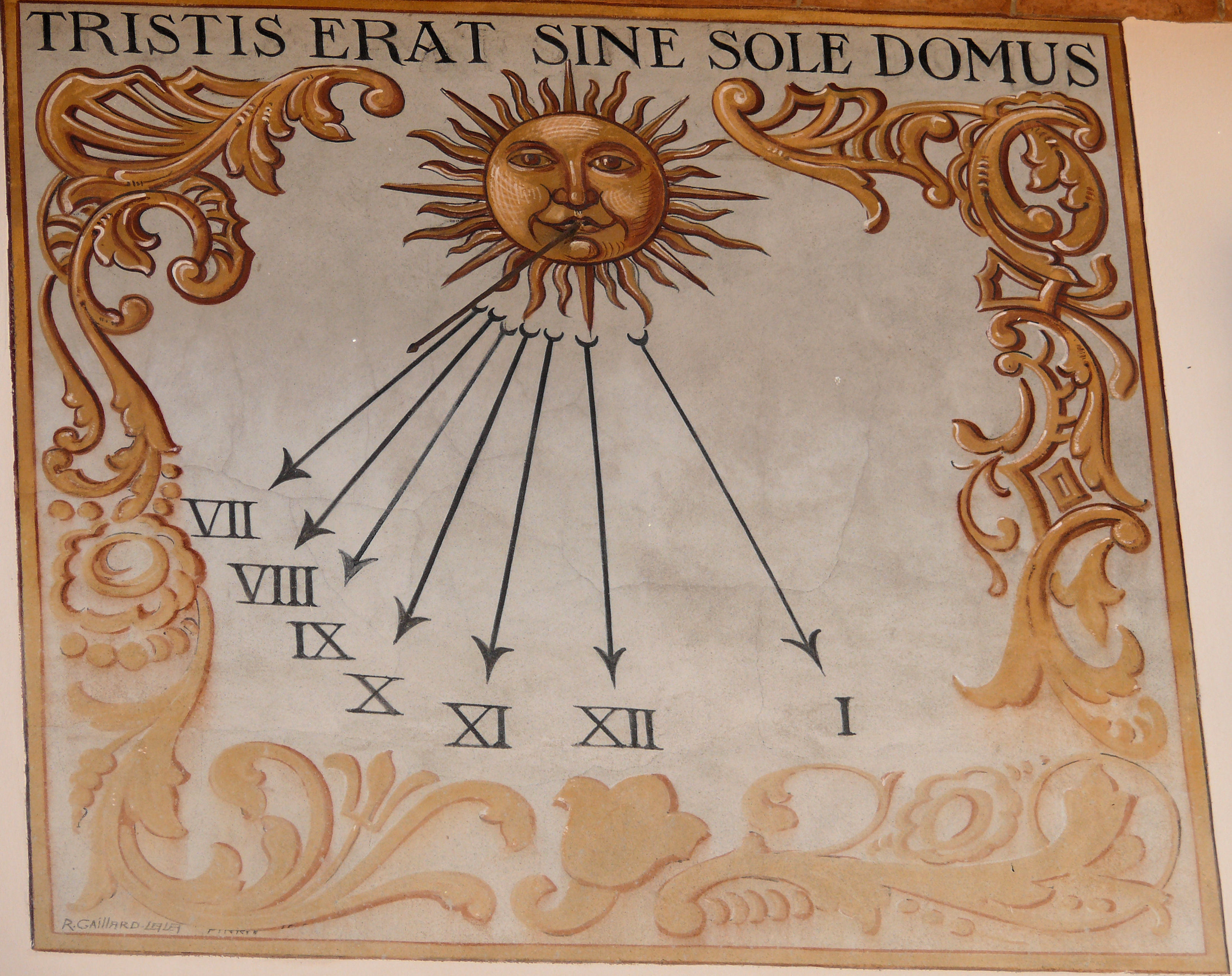

- Le château de Lustrac, par le mariage de Jean-Guichard avec Marie de Garrisson (héritière du château) en 1689. Le château reste propriété de Scorbiac jusqu'à la Révolution française[16].

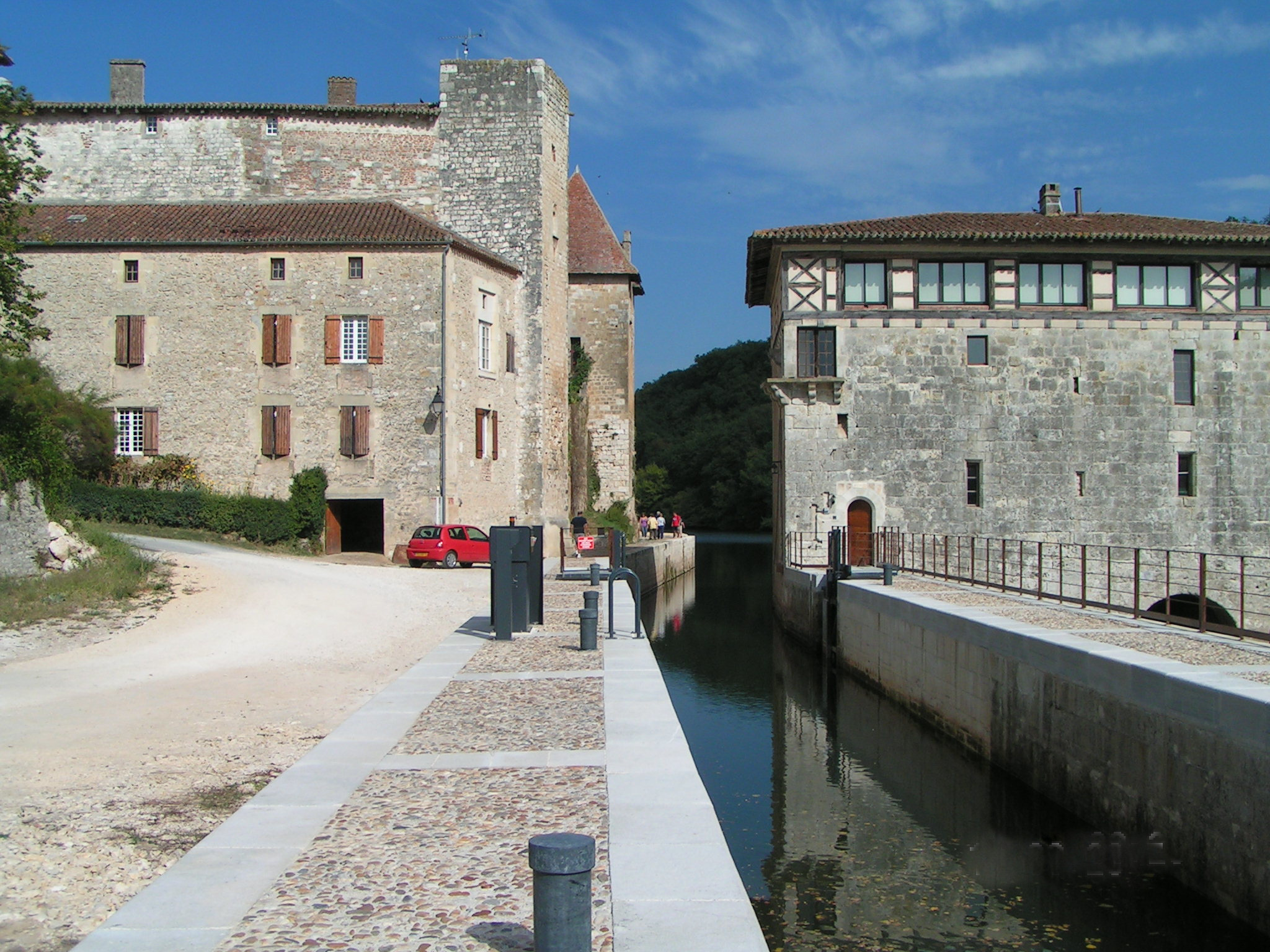
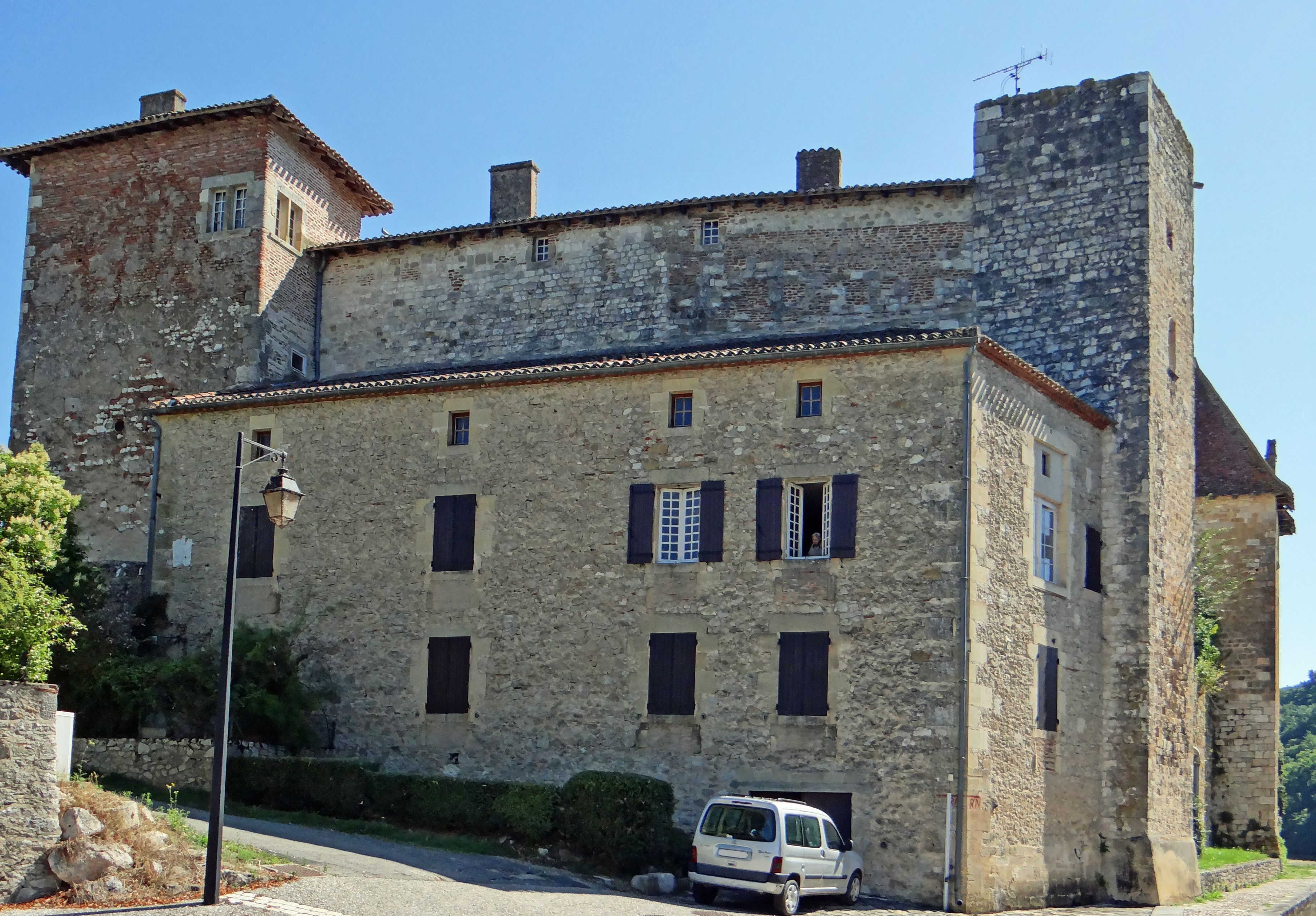
Le château de Lustrac
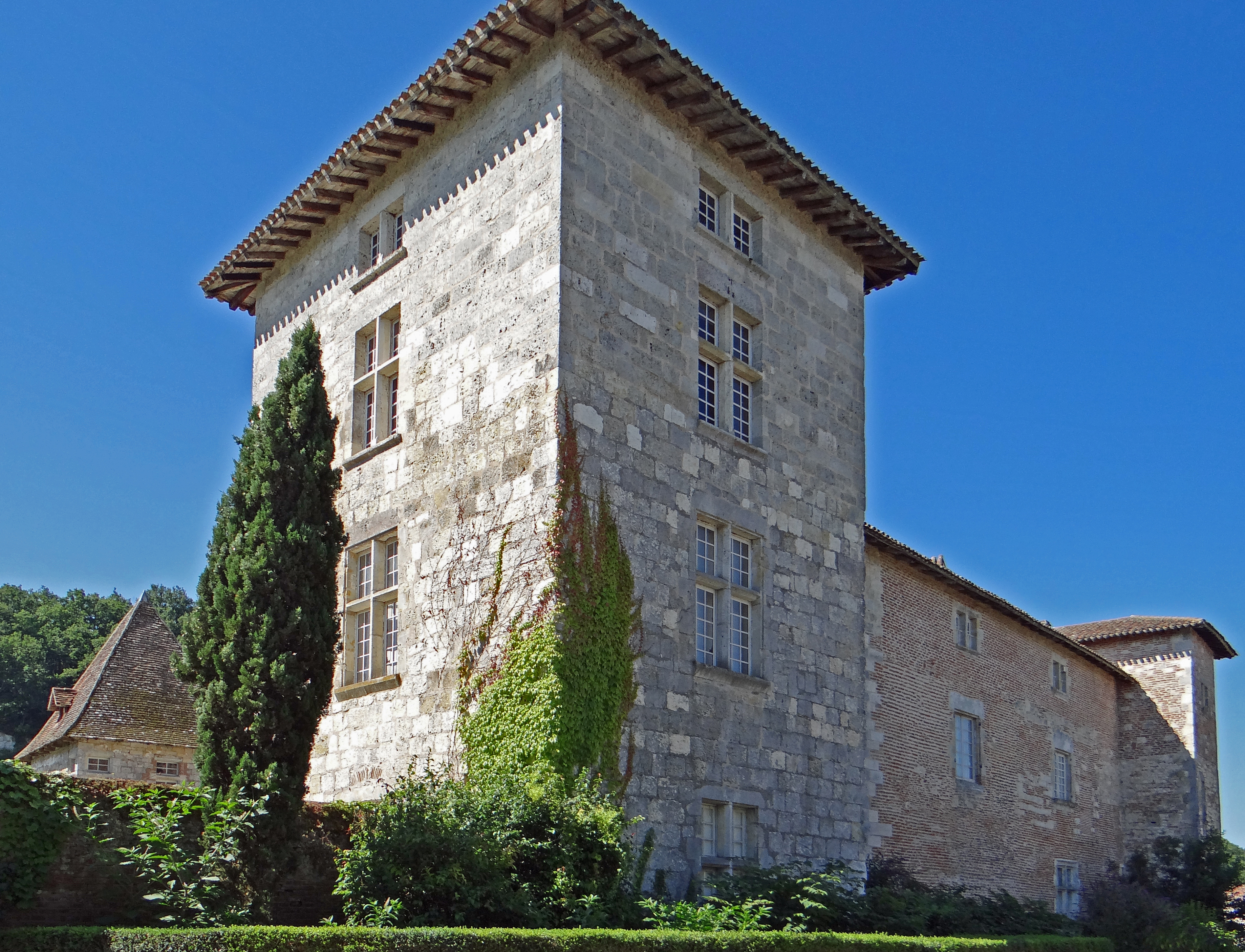

- Le Château Martel à Réalville, appartient à Maurice Jean-Jacques Scorbiac en 1830[17].